# Liste der Bischöfe von Bradford
Die Liste der Bischöfe von Bradford stellt die bischöflichen Titelträger der Church of England, der Diözese Leeds, in der Province of York dar. Der Titel wurde nach der Großstadt Bradford in West Yorkshire benannt.
| Liste der Bischöfe von Bradford | Liste der Bischöfe von Bradford | Liste der Bischöfe von Bradford | Liste der Bischöfe von Bradford                                                   |
| ------------------------------- | ------------------------------- | ------------------------------- | --------------------------------------------------------------------------------- |
| Von                             | Bis                             | Name                            | Anmerkungen                                                                       |
| April 2014                      | Dezember 2014                   | Thomas Frederick Butler         | Amtierender Bischof zwischen der Errichtung der Diözese und Howarths Amtsantritt. |
| Oktober 2014                    | Gegenwart                       | Toby Howarth                    |                                                                                   |